# Plebeia lucii
Plebeia lucii är en biart som beskrevs av Jesus Santiago Moure 2004. Plebeia lucii ingår i släktet Plebeia och familjen långtungebin. Inga underarter finns listade i Catalogue of Life.